# Stagionatura delle pentole

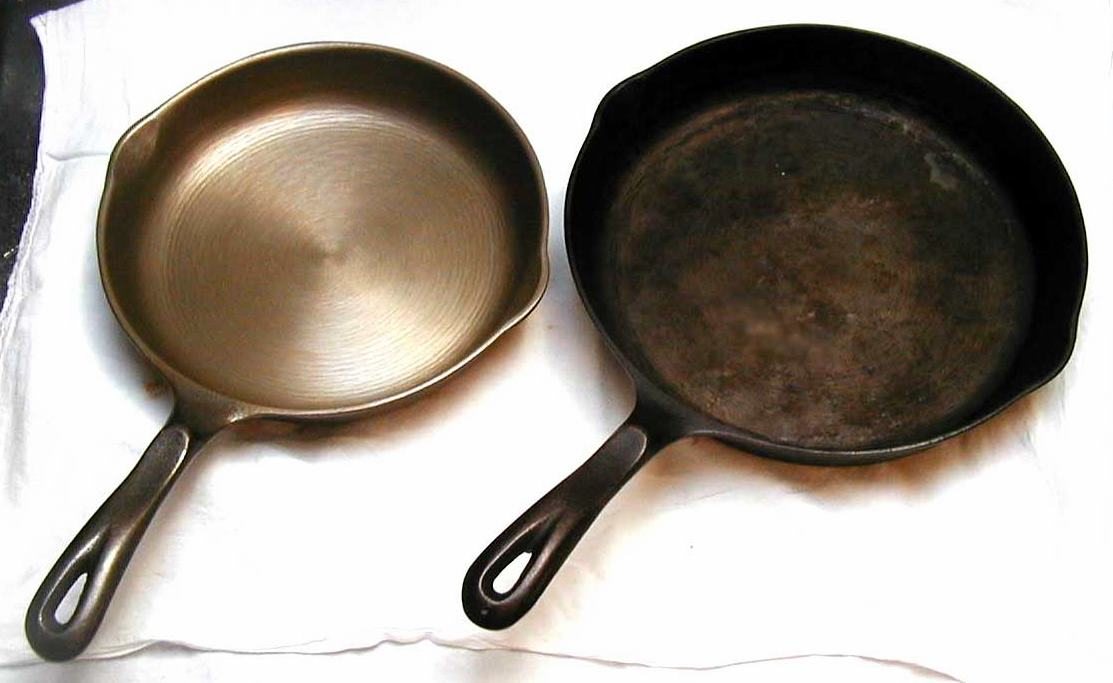
Padelle di ghisa, prima della stagionatura (sinistra) e dopo parecchi anni di uso (destra)

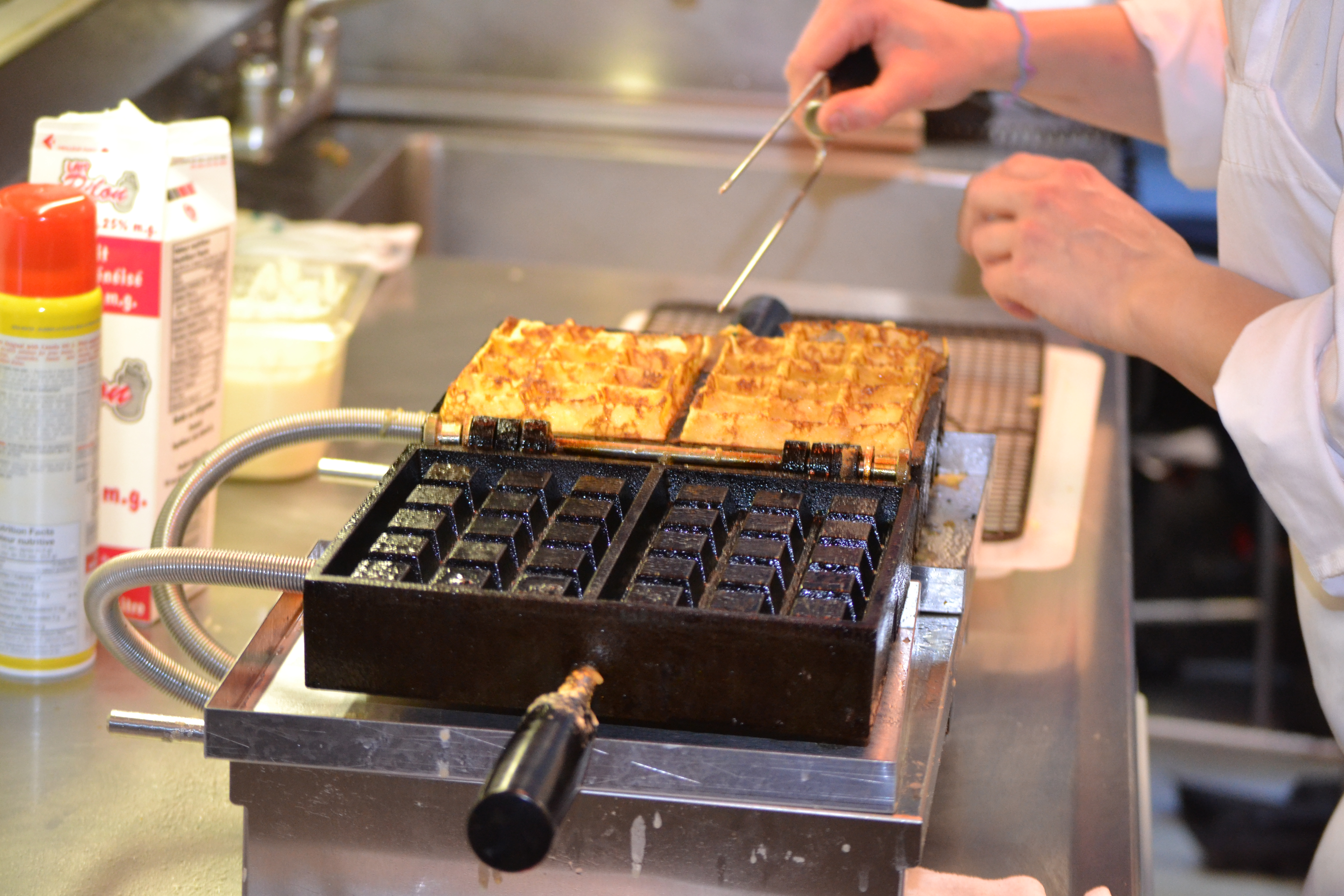
Stampo commerciale per i waffle che ha bisogno della stagionatura

La stagionatura delle pentole è il processo di trattamento della superficie di una casseruola, di una padella, di una piastra o di altri tipi di pentole (ossia di recipienti utilizzati per la cottura dei cibi), in modo da indurre la formazione su di essa di un rivestimento antiaderente formato da grasso e olio polimerizzati.
La stagionatura è consigliabile sulle pentole di ghisa o di acciaio al carbonio, perché altrimenti con l'uso tendono "ad attaccare" (cioè a divenire molto aderenti per i cibi) e ad arrugginire. La stagionatura è consigliata anche su altri tipi di pentole, come i forni di campagna, che sono di alluminio.

## Metodi di stagionatura
Una pentola nuova (ad esempio, una padella) di metallo nudo si attaccherà con forza ai cibi, e dovrà perciò essere oliata prima della cottura oppure stagionata. Questo rivestimento di base si crea inizialmente facendo stratificare un sottilissimo strato di olio sulla pentola. L'olio viene poi polimerizzato sulla superficie del metallo riscaldando la pentola a fiamma alta per un periodo di tempo. Il rivestimento di base si scurirà con l'uso. Questo intero processo prende il nome di "stagionatura". Il colore del rivestimento è noto comunemente come la sua "patina".
Per stagionare una pentola (che si debba trattare una pentola nuova, o sostituire la stagionatura danneggiata di una pentola vecchia), il processo tipico è il seguente: 
(a) pulire la pentola per scoprire il metallo nudo,
(b) applicare un sottile strato di grasso animale o di olio da cucina (si va dall'olio vegetale al lardo, compresi molti comuni oli alimentari), e
(c) riscaldare la pentola nel forno per produrre il rivestimento stagionato.
Se non è prestagionata, una padella di ghisa o una pentola di ferro nuova tipicamente arriva dal produttore con un rivestimento protettivo di cera o di gommalacca, altrimenti sarebbe arrugginita. Il rivestimento dovrebbe essere rimosso prima di usare l'utensile. Un lavaggio iniziale strofinando con acqua calda e detersivo rimuoverà di solito il rivestimento protettivo. In alternativa, per le wok, è comune bruciare il rivestimento sulla fiamma alta (all'esterno o sotto la cappa di un camino) per scoprire la superficie del metallo nudo. Per le pentole già usate che devono essere ristagionate, il processo di pulitura può essere più complesso, implicando la rimozione della ruggine e una pulizia profonda (con detersivo forte o soda caustica, o la bruciatura su un fuoco da campo o in un forno autopulente) per rimuovere la stagionatura e l'accumulo esistente.
Una volta che la pentola è stata riscaldata, asciugata e stratificata sottilmente con olio o grasso, è collocata in un forno, una griglia o un altro alloggiamento riscaldato perché l'olio polimerizzi sulla superficie del metallo. Il processo di polimerizzazione dipende dall'olio, dalla temperatura dell'alloggiamento e dalla durata. I dettagli precisi del processo di stagionatura differiscono da una fonte all'altra, e c'è molta controversia riguardo all'olio corretto da usare. Non c'è inoltre un consenso chiaro sulla temperatura e la durata corretta. La Lodge Manufacturing, una grande azienda statunitense che produce pentole in ghisa fin dal 1896, usa nei suoi rivestimenti di base una miscela brevettata di semi di soia, come dichiarato nel suo sito web. Altri usano lardo o grassi animali. Alcuni consigliano l'uso di olio di lino alimentare (un olio essiccante). Parimenti, la temperatura raccomandata per la stagionatura varia alle alte temperature sopra i 260 °C (500 °F), mentre alcuni raccomandano una temperatura inferiore sotto i 150 °C (302 °F). Altri dicono che si dovrebbe puntare a una temperatura intorno al punto di fumo dell'olio o del grasso, dal momento che questo permetterà la vaporizzazione delle impurità e farà avvenire la polimerizzazione e la carbonizzazione. E non c'è neanche una chiara determinazione della corretta durata del riscaldamento da utilizzare. Spesso si raccomanda una qualsiasi durata tra mezz'ora a un'ora.
Stagionare una padella wok di ghisa o di acciaio al carbonio è un processo comune nella cultura asiatica e asiatico-americana. Benché il metodo di stagionatura con l'olio vegetale sia usato anche in Asia, un processo di stagionatura tradizionale comprende l'uso dell'aglio cinese o dello scalogno.

## Chimica della superficie
La superficie della pentola stagionata consiste in un rivestimento polimerizzato e plastificato.
Il processo di riscaldamento della pentola affinché l'olio si ossidi è analogo all'indurimento dell'olio essiccante usato per produrre le vernici all'olio o per dare lo smalto a una pittura. Ma mentre la cura degli oli  per una pittura è il risultato di un'autossidazione a temperatura ambiente, per una pentola, l'olio termoossidato subisce una conversione nella superficie dura della pentola stagionata alle alte temperatura di cottura.
Quando gli oli o i grassi sono riscaldati in una pentola, avvengono molteplici reazioni di degradazione, tra le quali autossidazione, ossidazione termica, polimerizzazione e ciclizzazione. Spesso la stagionatura in una pentola non è uniforme, ma con il tempo la patina protettiva si distribuirà su tutta la pentola. Riscaldare le pentole (ad esempio in un forno o sul fornello di una cucina a gas) facilita l'ossidazione del ferro; i grassi e/o gli oli proteggono il metallo dal contatto con l'aria durante la reazione, che farebbe formare la ruggine. Alcuni utilizzatori della ghisa consigliano di riscaldare leggermente prima di applicare il grasso o l'olio per assicurarsi che la pentola sia completamente asciutta.
La superficie è idrofobica, e gli oli e i grassi per la cottura si diffonderanno uniformemente. La superficie stagionata si deteriorerà in corrispondenza della temperatura alla quale si scindono i polimeri. Tale temperatura non è la stessa del punto di fumo degli oli e dei grassi usati per stagionare la pentola, perché quegli oli e quei grassi si sono trasformati nella superficie plastificata. (Analogamente, il punto di fumo del petrolio greggio è diverso da quello della plastica che da esso deriva.)

## Cura
Come con altri recipienti di ghisa, una padella o una pentola di ferro non dovrebbero essere usate regolarmente per cuocere alimenti contenenti pomodori, aceto o altri ingredienti acidi, perché questi alimenti alla fine rimuoveranno lo strato protettivo creato durante il processo di stagionatura. I forni di ghisa sono più adatti per cuocere cibi ricchi di olio o grasso, come polli, pancetta o salsicce, o per la frittura profonda. Le pulizie successive di solito sono eseguite senza l'uso di sapone. I detergenti e le lavapiatti possono rimuovere la stagionatura sulla ghisa, così alcuni autori di libri di cucina raccomandano solo di pulire le pentole asciugandole dopo ogni uso, o di usare altri metodi di pulizia come una strofinata con il sale o l'acqua bollente.

## Altri tipi di superficie
Ci sono altre superfici sulle pentole che sono antiaderenti. Vedi anche Politetrafluoroetilene.
Nel processo di bluitura, una reazione chimica ossidante su una superficie di ferro forma selettivamente magnetite (Fe3O4), ossido di ferro nero (opposto alla ruggine, l'ossido di ferro rosso (Fe2O3)). L'ossido di ferro nero fornisce una protezione minima contro la corrosione se viene trattato anche con un olio idrorepellente per ridurre l'azione imbibente e galvanica.